# Rudolf von Bünau
Rudolf von Bünau född 19 augusti 1890 i Stuttgart död 14 januari 1962 vid Kirchheim unter Teck  cirka 25 km sydost om Stuttgart i en trafikolycka. Tysk militär. Befordrades till generalmajor 1940 och till general i infanteriet 1944. Erhöll Riddarkorset av järnkorset med eklöv 1945.
von Bünau var
- befälhavare för 133. infanteriregementet november 1938 – oktober 1940
- befälhavare för 177. divisionen oktober 1940 – juni 1941
- befälhavare för 73. infanteridivisionen oktober 1941 – september 1943
- befälhavare för XXXXVIII. Panzerkorps november 1943 – januari 1944
- deltagare i generalsutbildning januari 1944
- befälhavare (tf) för LII. Armeekorps februari – mars 1944
- befälhavare för XI. Armeekorps mars 1944 – mars 1945.

von Bünau var i amerikansk krigsfångenskap maj 1945 – april 1947.